# Microstylum braunsi
Microstylum braunsi là một loài ruồi trong họ Asilidae. Microstylum braunsi được Engel miêu tả năm 1932. Loài này phân bố ở vùng nhiệt đới châu Phi.